# 大島彩香
大島 彩香（おおしま あやか、1997年11月19日 - ）は、群馬県出身の女子サッカー選手。岡山湯郷Belle所属。ポジションはMF。

## 来歴
2024年1月6日、岡山湯郷Belleへの移籍が発表された。

## 所属クラブ
- 2021年 - 2023年 バニーズ群馬FCホワイトスター
- 2024年 - 岡山湯郷Belle